# Myši patří do nebe
Myši patří do nebe (prt: Até os Ratos Merecem o Céu) é um filme de animação em coprodução de 2021 dirigido por Jan Bubeníček e Denisa Grimmová. É baseado no livro Mice Go to Heaven de Iva Procházková. Recebeu dois Czech Lion Awards - de Melhor Filme de Animação e de Melhor Música. Também ganhou o Czech Film Critics' Award de Melhor Criação Audiovisual. O filme foi apresentado no Festival Internacional de Cinema de Xangai, onde recebeu o prêmio de Melhor Filme de Animação. É o filme de animação tcheco mais caro.

## Enredo
Após um acidente fatal, a atrevida rata Whizzy e a raposa Whitebelly se reencontram no paraíso animal.

## Elenco de voz
- Pavlína Balner como Whizzy
- Matouš Ruml como Whitebelly

## Produção
O filme é baseado no livro infantil Mice Go to Heaven, de Iva Procházková, com ilustrações de Marine Ludin. Nele, uma ratinha chamada Whizzy foge da faminta raposa Whitebelly, erra uma raiz, tropeça e cai de uma pedra alta. Chegando ao paraíso dos animais, Whizzy encontra balanços, carrosséis e muitas outras atrações.
Nascida em Paris, Ludin estudou na Ecole Nationale Supérieure d'Art de Nancy e ilustração na Universidade de Ciências Aplicadas de Hamburgo com Rüdiger Stoye, graduando-se como designer qualificada em 2005. Desde então, Ludin trabalhou como ilustradora freelancer para revistas alemãs e editoras francesas. A tcheca Procházková morou com a família na Alemanha durante dez anos antes de retornar a Praga. Seus livros infantis e juvenis foram indicados à Medalha Hans Christian Andersen e ao Prêmio Católico do Livro Infantil e Juvenil e receberam o Prêmio Friedrich Gerstäcker, o Prêmio do Livro Evangélico e o Prêmio Alemão de Literatura Juvenil. Ivan Pokorný já havia filmado o romance juvenil de Procházková, Orange Days, que se passa nas montanhas da Lusácia.
Even Mice Belong in Heaven foi adaptado para o filme pela diretora e roteirista Alice Nellis, que ganhou vários prêmios Český lev, e Richard Malatinský, que anteriormente trabalhou principalmente em telesséries. Dirigido por Jan Bubeníček e Denisa Grimmová. Para Grimmová é o primeiro longa-metragem. Bubeníček dirigiu anteriormente o longa-metragem Smrtelné historky (2016).
Myši patří do nebe, o título original do filme, foi feito nos Estúdios Barrandov em Praga. Além do stop motion, também foi utilizado CGI. Os animadores incluem Frantisek Vasa, Piotr Ficner, Vojtech Kiss, Michal Kubíček, Katarzyna Okoniewska, Viliam Vala e Matous Valchar. O design de produção foi criado pela diretora Denisa Grimmová e Jan Kurka. Radek Loukota atuou como cinegrafista.
O filme estreou em junho no Annecy Festival d'Animation. Apresentações no Festival de Cinema de Karlovy Vary e no Festival Internacional de Cinema de Edimburgo seguiram-se em agosto de 2021. Em outubro de 2021, foi exibido no Festival de Cinema de Hamburgo e no Festival International du Film Francophone de Namur. Foi lançado nos cinemas tchecos em 7 de outubro de 2021 e nos cinemas franceses em 27 de outubro. O lançamento na Eslováquia foi agendado para 13 de janeiro de 2022. Será exibido no Festival de Cinema de Leeds em abril de 2022. O lançamento nos cinemas na Polônia ocorreu em 29 de abril de 2022. Foi exibido no Revolution Perth International Film Festival em julho de 2022.

## Trilha sonora
A música do filme foi composta por Krzysztof A. Janczak. Em outubro de 2021, a MovieScore Media lançou o álbum da trilha sonora com um total de 35 faixas para download.